# Karl Tettenborn

Karl Tettenborn als Corpsstudent, um 1880

Karl Tettenborn (* 15. Dezember 1858 in Halle (Saale); † 23. Januar 1938 in Templin) war ein deutscher Verwaltungsjurist, zuletzt Oberbürgermeister von Altona.

## Leben
Karl Tettenborn studierte nach der Schulzeit Rechtswissenschaften in Halle und Freiburg und war dort Mitglied der Corps Guestphalia (1878) und Hasso-Borussia (1879). 1882 wurde er Referendar am Amtsgericht Schkeuditz. Im Herbst 1883 trat er einen zweijährigen Urlaub an, den er zum Studium der Industrie- und Handelsverhältnisse überwiegend in England verbrachte. Nach seiner Rückkehr wurde er im Herbst 1885 dem Landgericht in Halle (Saale) zugewiesen. 1887 trat er zur allgemeinen Verwaltung über und wurde Regierungsassessor bei der Regierung in Osnabrück, dann beim Landratsamt Breslau. Im Februar 1892 wurde er Bürgermeister von Homburg vor der Höhe, wo er sich gemeinsam mit dem Geh. Baurat Louis Jacobi um die finanzielle Förderung der Saalburgbauten bemühte. Anlässlich der Grundsteinlegung des Saalburgmuseums erhielt er vom Kaiser den Titel eines Oberbürgermeisters. Am 26. Juni 1902 wurde er zum Bürgermeister der Stadt Rheydt gewählt. 1905 wurde er Oberbürgermeister von Altona. 
Auf Präsentation der Stadt Altona wurde er 1906 Mitglied des Preußischen Herrenhauses. 1909 legte er seine städtischen Ämter nieder und schied auch aus dem Herrenhaus aus. Nachfolger wurde Bernhard Schnackenburg.